# Ross Lonsberry
David Ross Lonsberry, född 7 februari 1947, död 4 maj 2014, var en kanadensisk professionell ishockeyforward som tillbringade 16 säsonger i den nordamerikanska ishockeyligan National Hockey League (NHL), där han spelade för Boston Bruins, Los Angeles Kings, Philadelphia Flyers och Pittsburgh Penguins. Han producerade 566 poäng (256 mål och 310 assists) samt drog på sig 806 utvisningsminuter på 968 grundspelsmatcher. Lonsberry spelade också för Buffalo Bisons i American Hockey League (AHL) och Minneapolis Bruins och Oklahoma City Blazers i Central Professional Hockey League (CPHL)/Central Hockey League (CHL).
Han vann Stanley Cup med Philadelphia Flyers för säsongerna 1973–1974 och 1974–1975.
Efter spelarkarriären arbetade han inom försäkringsbranschen i Los Angeles-området. Den 4 maj 2014 avled Lonsberry av cancer i Santa Clarita, Kalifornien i USA.

## Statistik
| 1962–1963       | Estevan Bruins        | SJHL            | 1   | 0   | 1   | 1   | 0   | —   | —  | —  | —  | —  |
| 1963–1964       | Estevan Bruins        | SJHL            | 61  | 18  | 26  | 44  | 55  | 11  | 6  | 9  | 15 | 23 |
| 1964–1965       | Estevan Bruins        | SJHL            | 56  | 40  | 56  | 96  | 130 | 6   | 3  | 5  | 8  | 18 |
|                 | Minneapolis Bruins    | CPHL            | 2   | 0   | 0   | 0   | 0   | 5   | 1  | 0  | 1  | 4  |
| 1965–1966       | Estevan Bruins        | SJHL            | 59  | 67  | 77  | 144 | 109 | 12  | 13 | 6  | 19 | 26 |
| 1966–1967       | Boston Bruins         | NHL             | 8   | 0   | 1   | 1   | 2   | —   | —  | —  | —  | —  |
|                 | Buffalo Bisons        | AHL             | 7   | 1   | 1   | 2   | 4   | —   | —  | —  | —  | —  |
|                 | Oklahoma City Blazers | CPHL            | 46  | 12  | 10  | 22  | 83  | 11  | 3  | 2  | 5  | 31 |
| 1967–1968       | Boston Bruins         | NHL             | 19  | 2   | 2   | 4   | 12  | —   | —  | —  | —  | —  |
|                 | Oklahoma City Blazers | CPHL            | 41  | 16  | 18  | 34  | 116 | 7   | 3  | 3  | 6  | 22 |
| 1968–1969       | Boston Bruins         | NHL             | 6   | 0   | 0   | 0   | 2   | —   | —  | —  | —  | —  |
|                 | Oklahoma City Blazers | CHL             | 65  | 28  | 39  | 67  | 169 | 12  | 4  | 8  | 12 | 21 |
| 1969–1970       | Los Angeles Kings     | NHL             | 76  | 20  | 22  | 42  | 118 | —   | —  | —  | —  | —  |
| 1970–1971       | Los Angeles Kings     | NHL             | 76  | 25  | 28  | 53  | 80  | —   | —  | —  | —  | —  |
| 1971–1972       | Los Angeles Kings     | NHL             | 50  | 9   | 14  | 23  | 39  | —   | —  | —  | —  | —  |
|                 | Philadelphia Flyers   | NHL             | 32  | 7   | 7   | 14  | 22  | —   | —  | —  | —  | —  |
| 1972–1973       | Philadelphia Flyers   | NHL             | 77  | 21  | 29  | 50  | 59  | 11  | 4  | 3  | 7  | 9  |
| 1973–1974       | Philadelphia Flyers   | NHL             | 75  | 32  | 19  | 51  | 48  | 17  | 4  | 9  | 13 | 18 |
| 1974–1975       | Philadelphia Flyers   | NHL             | 80  | 24  | 25  | 49  | 99  | 17  | 4  | 3  | 7  | 10 |
| 1975–1976       | Philadelphia Flyers   | NHL             | 80  | 19  | 28  | 47  | 87  | 16  | 4  | 3  | 7  | 2  |
| 1976–1977       | Philadelphia Flyers   | NHL             | 75  | 23  | 32  | 55  | 43  | 10  | 1  | 2  | 3  | 29 |
| 1977–1978       | Philadelphia Flyers   | NHL             | 78  | 18  | 30  | 48  | 45  | 12  | 2  | 2  | 4  | 6  |
| 1978–1979       | Pittsburgh Penguins   | NHL             | 80  | 24  | 22  | 46  | 38  | 7   | 0  | 2  | 2  | 9  |
| 1979–1980       | Pittsburgh Penguins   | NHL             | 76  | 15  | 18  | 33  | 36  | 5   | 2  | 1  | 3  | 2  |
| 1980–1981       | Pittsburgh Penguins   | NHL             | 80  | 17  | 33  | 50  | 76  | 5   | 0  | 0  | 0  | 2  |
| NHL totalt      | NHL totalt            | NHL totalt      | 968 | 256 | 310 | 566 | 806 | 100 | 21 | 25 | 46 | 87 |
| CPHL/CHL totalt | CPHL/CHL totalt       | CPHL/CHL totalt | 154 | 56  | 67  | 123 | 368 | 35  | 11 | 13 | 24 | 78 |